# 越史略

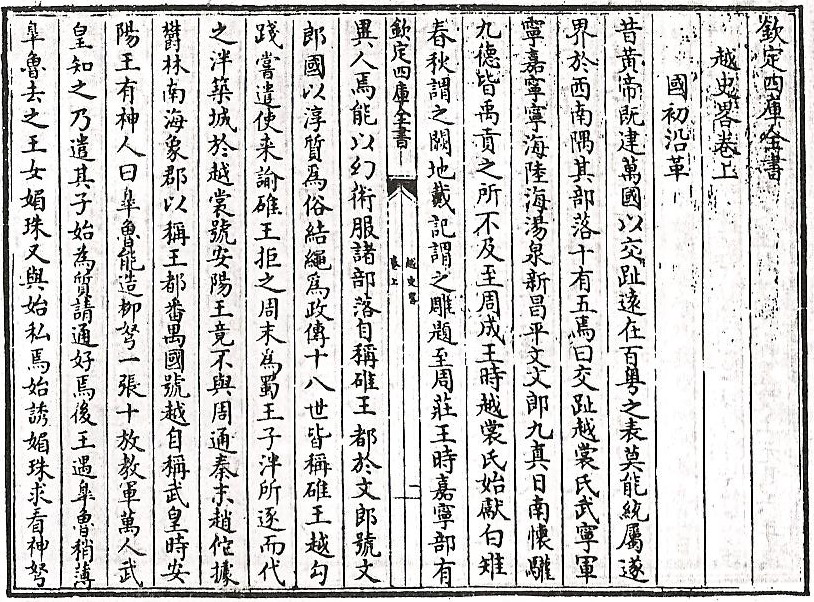
《越史略》書影

《越史略》（越南语：／）是越南古代歷史文獻，作者不詳。該書共三卷，採用編年體，以漢語文言文寫成。是記載越南上古時代（包括越裳氏、南越國等）至李朝（1009-1225年）事跡的重要典籍。（其實亦有陳朝部份，但只介紹歷代年號。）

## 內容
《越史略》分成三卷：
- 卷一，記述「國初沿革」（上古事跡）、中國歷代王朝的郡縣統治，及獨立後的吳朝、丁朝、前黎朝的事跡。
- 卷二，「阮紀」，記載自李太祖至李仁宗時的事跡。之所以把李氏稱為「阮氏」，是由於陳氏代李朝而得國，因而「凡李氏宗族及齊民姓李者，皆令更為阮，以絶民望」。[1]
- 卷三，記載李神宗至李昭皇的事跡。

此外，現存的《四庫全書》版《越史略》，尚有由清人所寫的《提要》一篇，以及原書書末的《附陳朝紀年》一篇。

## 成書年代
《越史略》作者已難以稽考，而成書年代則可從書末的《附陳朝紀年》中的「今王，昌符元年丁巳」推斷，可能是陳廢帝昌符元年（公元1377年）寫成。

## 與其他越南史籍的關係
據越南學者的考訂，《越史略》應為《大越史記》的節略本，原書名應為《大越史略》。而在後黎朝編成的《大越史記全書》，亦有採用《大越史記》的內容，因而《越史略》和《大越史記全書》兩者有相同之處。
另外，據陳荊和的考證，《越史略》可能就是陳朝學者陳周普於公元1250年所撰的《越志》。而另一位陳朝學者黎文休則據《越史略》而編成《大越史記》。

## 史料價值
《越史略》是現存較早期的一部越南本國歷史著作，它的價值，除了是保存了大量越南早期歷史，而且可以與中國正史中有關越南的記載，作相互考證。《四庫全書》的《提要》這樣寫道：「丁部領以下則出其國人之詞，與史所載殊有同異。蓋史臣但承赴告之辭，故如薨卒之類往往較差一年。至名號官爵或祇自行國中而不以通于大朝，故亦有所錯互。其牴牾之處頗可與正史相參證。」

## 外部連結
- （中文）.[永久]
- （中文）.   [2007-10-31]. （原始内容存档于2011-11-24）.
- （日語）.   [2008-10-09]. （原始内容存档于2013-06-13）.